# ستيتش!
ستيتش! (باليابانية: スティッチ!، بالروماجي: Suticchi!) هو مسلسل أنمي ياباني تلفزيوني، من إنتاج استوديو مادهاوس، يتابع الأنمي أحداث مسلسل الرسوم المتحركة ليلو وستيتش الذي أنتجته ديزني. عرض الأنمي في 8 أكتوبر عام 2008 واستمر عرضه حتى 25 مارس عام 2009، وتكون 25 حلقة + حلقة خاصة. حصل الأنمي على موسمين آخرين في عام 2009 وفي عام 2010 من إنتاج شين-إي أنيميشن، وفلمين أنمي من إنتاج استوديو شين-إي أنيميشن.

## القصة
تدور أحداث القصة عن ستيتش، الذي يقع على جزيرة خيالية يابانية، ويلتقي بفتاة يابانية تدعى يانا كاميهارا، وتصبح أعز صديقة له.

## الشخصيات

### الشخصيات الرئيسية
ستيتش (باليابانية: スティッチ Sutitchi )
مؤدي الصوت: كويتشي ياماديرا
يونا كاميهارا (باليابانية: 加美原ユウナ، بالروماجي: Kamihara Yūna)
مؤدية الصوت: موتوكو كوماي
جومبا هاكاسي (باليابانية: ジャンバ博士، بالروماجي: Janba Hakase)
مؤدي الصوت: شوزو إيزوكا
بوكلا (باليابانية: プリークリー، بالروماجي: Purīkurī)
مؤدي الصوت: يوجي ميتسويا
جدة يونا
مؤدية الصوت: هيساكو كيودا
كيجيمونا
مؤدي الصوت: كابي ياماغوتشي

### شخصيات أخرى
إنجل (باليابانية: エンジェル، بالروماجي: Enjeru)
مؤدية الصوت: مادوكا تاكيدا
سباركي (باليابانية: スパーキー، بالروماجي: Spaakii)
مؤدي الصوت: واتارو تاكاغي
بيكو
مؤدية الصوت: مياكو إيتو
ساي
مؤدية الصوت: فوميكو أوريكاسا
زوروكو
مؤدية الصوت: ريكا ماتسوموتو
تاكومي
مؤدي الصوت: هيرواكي ميورا
ريكا
مؤدية الصوت: يوكو هيكاسا
ليلو بيليكاي
تومو هانبا

## وصلات خارجية
- Disney's Stitch! website on Disney Channel Japan
- Disney's Stitch character page (Hawaii)
- Disney's Stitch character page (Okinawa)
- Official TV Asahi page of Stitch! ~Zutto Saikou no Tomodachi~
- Official TV Asahi page of Stitch! ~Itazura Alien no Daibouken~
- Official TV Tokyo page of Stitch!

- ستيتش! على موقع IMDb (الإنجليزية)
- ستيتش! على موقع ميتاكريتيك (الإنجليزية)
- ستيتش! على موقع كينوبويسك (الروسية)
- ستيتش! على موقع ألو سيني (الفرنسية)
- ستيتش! على موقع قاعدة بيانات الفيلم (الإنجليزية)
- ستيتش! على موقع ANN anime (الإنجليزية)